# Noah Hofmann
Noah Hofmann (* 14. Juli 2003) ist ein österreichischer Mountainbike-Fahrer.
Hofmann  kommt aus Ampflwang im Hausruckwald. Er fährt für das Kona SGR Team und nimmt am Mountainbike-Weltcup im Downhill teil, sowie an der Enduro World Series.

## Werdegang
Seine Renn-Karriere startete Noah Hofmann 2020 mit dem Sieg der beiden Österreichischen Meisterschaften im Downhill und Enduro.
2021 fuhr er dann für das Kona Factory Team zusammen mit Connor Fearon und Miranda Miller. Dort sammelte Noah Hofmann seine ersten wertvollen Erfahrungen im Downhill Weltcup und bei der Enduro World Series. Unter anderem knackte er dabei mehrmals die Top 10 im Junioren Weltcup und verteidigte seine Titel bei den Österreichischen Meisterschaften.
Seit 2022 fährt Noah Hofmann für das neue Kona SGR Team.

## Erfolge
Zu seinen größten Erfolgen zählen unter anderem:
- Vier Österreichische Meister Titel (Downhill und Enduro)
- Mehrere Top 10 im Junioren Downhill Weltcup.[2]
- 2022 belegte er den 2. Platz bei der Downhill ÖM[3]
- Enduro World Series Stage Wins